# Karol Sevilla

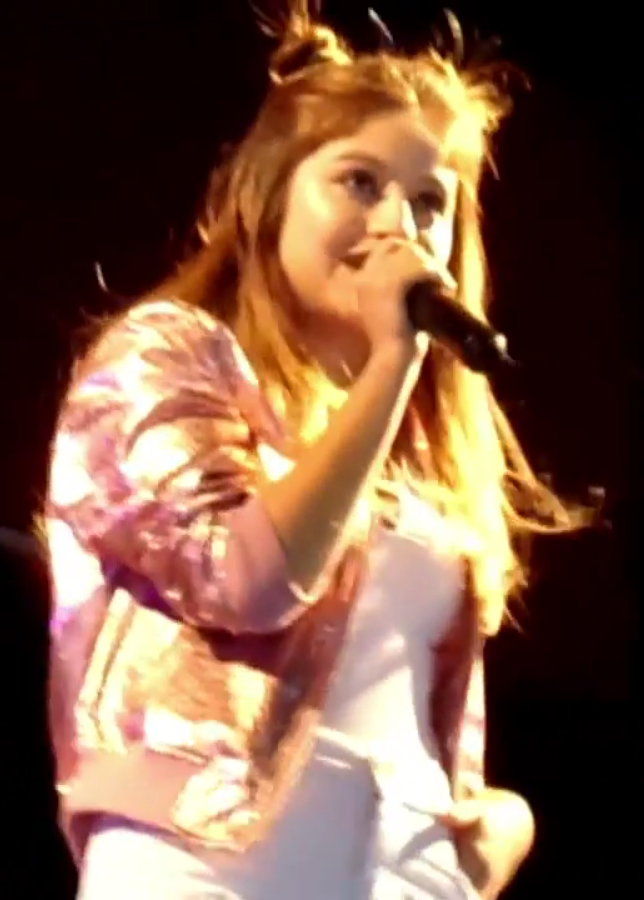
Karol Sevilla (2017)

Karol Sevilla (* 9. November 1999 in Mexiko-Stadt als Karol Itzitery Piña Cisneros) ist eine mexikanische Schauspielerin und Sängerin. Internationale Bekanntheit erlangte sie durch die Rolle der Luna Valente in Soy Luna.

## Leben und Karriere
Karol Sevilla wurde im November 1999 in Mexiko geboren und wuchs dort auch auf. Sie besuchte von 2006 bis 2008 das Child CEA (Center for Arts Education) of Televisa. Sie hat einen 2 Jahre älteren Bruder.
Im Alter von sechs Jahren, als sie ihre Schauspielkarriere begann, erhielt Sevilla Rollen in Fernsehspots. Danach war sie von 2008 bis 2015 in verschiedenen Rollen in der Anthologieserie La Rosa de Guadalupe zu sehen. Dazwischen spielte sie in verschiedenen Telenovelas mit. Als Sängerin lieh sie der titelgebenden Figur des Musikprojekts Schnuffel in der spanischen Version ihre Stimme.
Von März 2016 bis August 2018 spielte Sevilla die Hauptrolle der Luna Valente in der argentinischen Disney-Channel-Telenovela Soy Luna. Außerdem singt sie Alas, den Titelsong der Serie. Die Telenovela machte sie international bekannt.

## Filmografie
- 2008–2015: La Rosa de Guadalupe (Fernsehserie, 50 Folgen)
- 2009: Mujeres Asesinas (Fernsehserie, 1 Folge)
- 2010–2011: Para Volver a Amar (Fernsehserie, 4 Folgen)
- 2011: Amorcito Corazon (Fernsehserie, 205 Folgen)
- 2012–2014: Como Dice El Dicho (Fernsehserie, 2 Folgen)
- 2016–2018: Soy Luna (Fernsehserie, 220 Folgen)
- 2019: Pequeños gigantes (Fernsehserie, 7 Folgen)
- 2022–2024: It Was Always Me (Fernsehserie, 18 Folgen)